# Sidi Ouriache
Sidi Ouriache è un comune dell'Algeria, situato nella provincia di ʿAyn Temūshent.